# 사누키노쓰보네
사누키노츠보네(일본어: 讃岐局 さぬきのつぼね[*], 생몰년 미상)는 가마쿠라 시대 중기에 살은 여성이다. 가마쿠라 막부 5대 싯켄 호죠 토키요리의 측실이다. 호죠 토키스케의 생모이다. 미카와노츠보네(三河局)라고도 불린다.

## 생애
출신은 이즈모 요코타쇼 지토의 미토코로씨이다.
처음에는 가마쿠라 막부의 쇼군가에 섬겼다. 호지 2년 (1248년)에 토키요리와의 사이에서 서장자 토키스케를 낳았다. 분에이 9년 (1727년)에 토키스케가 암살되자, 출가하여 묘인(妙音)이라 칭했다. 그러고는 요코타쇼 이와야지에서 여생을 보냈다.